# Peteroma denticulata
Peteroma denticulata är en fjärilsart som beskrevs av Paul Dognin 1912. Peteroma denticulata ingår i släktet Peteroma och familjen nattflyn. Inga underarter finns listade i Catalogue of Life.